# Sunshine City
Sunshine City (サンシャインシティ) est un complexe de bâtiments localisés dans l'est d'Ikebukuro, Toshima, Tokyo. Sunshine City est la plus vieille « ville dans une autre ville » de Tokyo, avec le gigantesque et prestigieux gratte-ciel du Sunshine 60 localisé en son centre. Elle comprend quatre bâtiments construits sur l'ancien site de la prison de Sugamo.

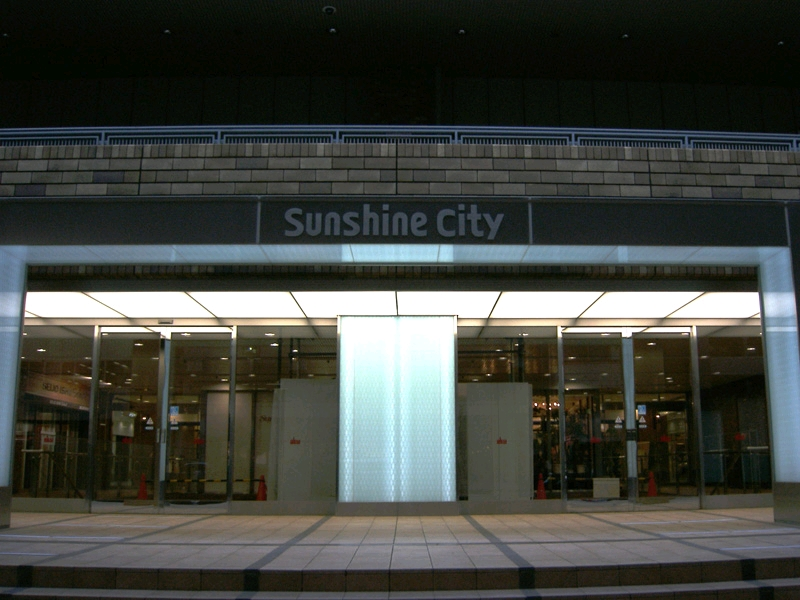
Entrée de Sunshine City.

Le complexe qui a ouvert en 1978 abrite le grand Sunshine 60, un Prince Hotel, le Namco Namja Town, un centre de convention, un théâtre et un centre commercial.
Le Sunshine 60 abrite le musée de l'Ancien Orient, un aquarium et un planétarium. Le dernier étage permet au visiteur d'observer une vue panoramique de Tokyo à 251 m d'altitude. Depuis qu'il a ouvert, d'autres plates-formes d'observation ont ouvert à Tokyo, notamment un à Roppongi et aux bureaux du gouvernement de Tokyo.